# Leysera leyseroides
Leysera leyseroides es una especie de planta fanerógama perteneciente a la familia de las asteráceas.

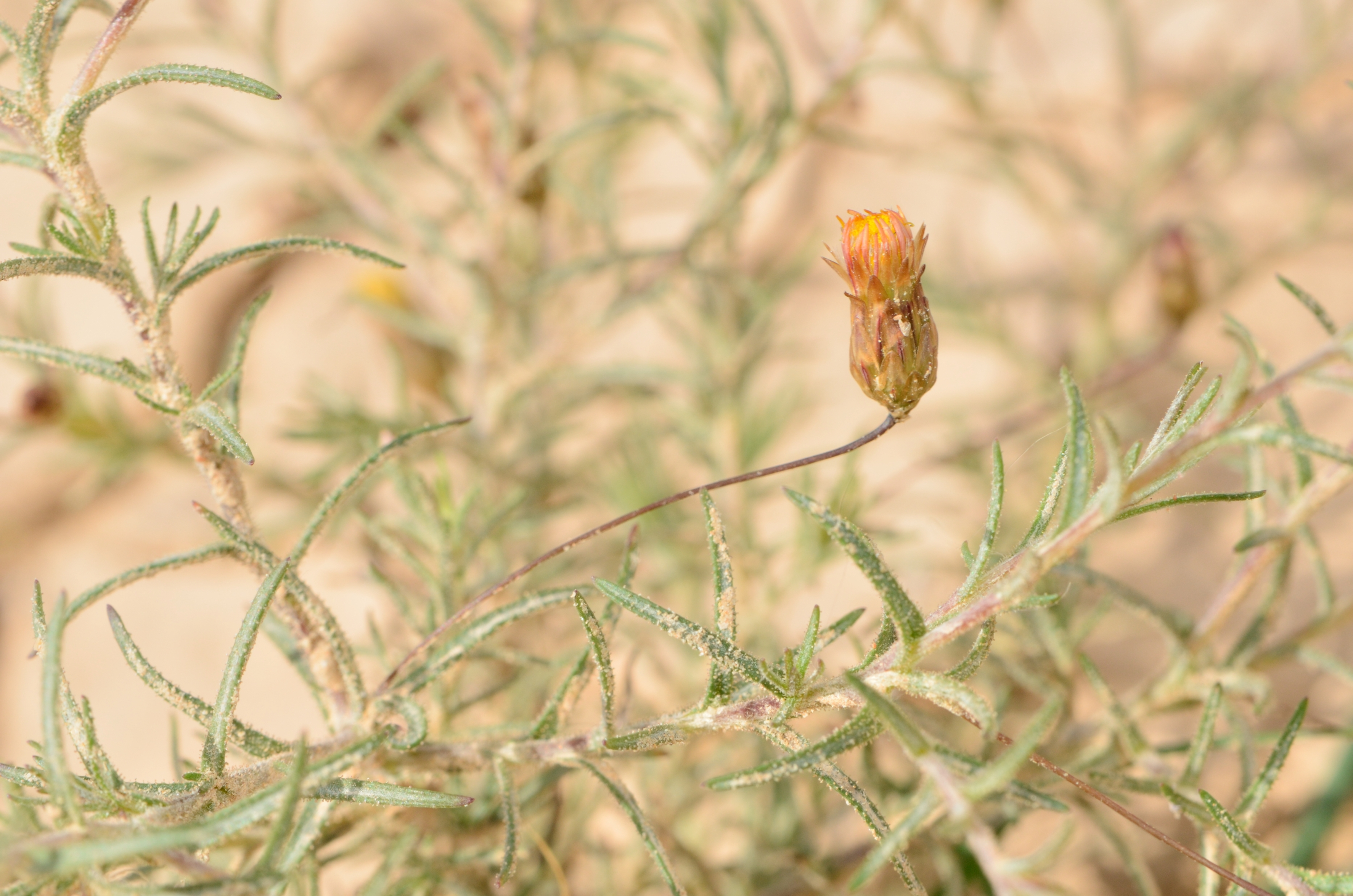
Vista de la planta

## Descripción
Es una hierba anual, que alcanza un tamaño  de 5-15 cm de altura. Las hojas son pubescente-glandulosas, lineares. Las inflorescencias en forma de capítulos muy pequeños, de 6-8 mm de diámetro, amarillentos, largamente pedunculados, cuyas brácteas involucrales, de tamaño desigual, suelen tener la zona apical de color rojizo oscuro. Los frutos en forma de aquenios, de 4 mm, con vilano de pelos plumosos de 3-4 mm. La floración se produce desde abril a mayo.

## Distribución y hábitat
Se encuentra en las ramblas y suelos arenosos con vegetación herbácea. Se distribuye por el SE de la península ibérica, Norte de África, en Almería.

## Taxonomía
Leysera leyseroides fue descrita por (Desf.) Maire  y publicado en Bulletin de la Société d'Histoire Naturelle de l'Afrique du Nord 20: 186. 1929.
Sinonimia
- Asteropterus leyseroides (Desf.) Rothm.
- Gnaphalium leyseroides Desf.
- Leptophytus leyseroides (Desf.) Cass.
- Leysera capillifolia (Willd.) Spreng.
- Leysera capillifolia (Willd.) DC.
- Leysera discoidea Spreng.
- Longchampia capillifolia Willd.
- Pectis discoidea (Spreng.) Hornem.
- Pseudocrupina arabica Velen.[4]